# Palazzo al- Alam
Il Palazzo al-ʿAlam (in arabo قصر العلم‎?, Qaṣr al-ʿAlam, "Palazzo della bandiera") è uno dei palazzi reali di Mascate, capitale dell'Oman.
Si trova nella zona di Mascate vecchia ed era usato principalmente come palazzo cerimoniale dal Sultano Qābūs bin Saʿīd Āl Saʿīd. È uno dei sei palazzi reali della famiglia regnante dell'Oman.

## Storia
Un primo palazzo venne costruito nella zona durante il regno di Sultan bin Ahmad. Il palazzo attuale è stato ricostruito nel 1972 ed affaccia sul mare in una baia protetta dall'isola di al-Jazīra. Sulle alture ai due lati del palazzo si trovano i forti di al-Mīrānī e al-Jalālī, costruiti dai Portoghesi nel XVI secolo.
Il palazzo non è aperto al pubblico ma è visibile dalla piazza antistante, sulla quale si affacciano vari edifici governativi e il Museo nazionale dell'Oman.